# Feldhofhöhle
Die Feldhofhöhle ist eine Kulturhöhle im Hönnetal zwischen dem Balver Ortsteil Binolen und der Hemeraner Burg Klusenstein. Sie befindet sich im Massenkalk des oberen Mitteldevon.

## Beschreibung
Die Höhle liegt oberhalb des Flusslaufes der Hönne und des Binolener Tunnels der Hönnetalbahn und gehört zusammen mit der benachbarten Tunnelhöhle und der Friedrichshöhle zu einem, von zwei Bächen geprägten, gemeinsamen Höhlensystem. Der Höhleneingang hat eine Höhe von vier Metern und ist acht Meter breit. Die Haupthalle, die eine Innenhöhe von acht und eine -breite von 15 Metern hat, verzweigt sich nach einer Länge von etwa 100 Metern in mehrere tote Nebenarme. Einer dieser Nebenarme endet nach etwa 200 Metern vor einem Verbruch. Überwiegend verläuft die Höhle söhlig. Einen zweiten Höhleneingang gibt es versetzt oberhalb des großen Haupteinganges.

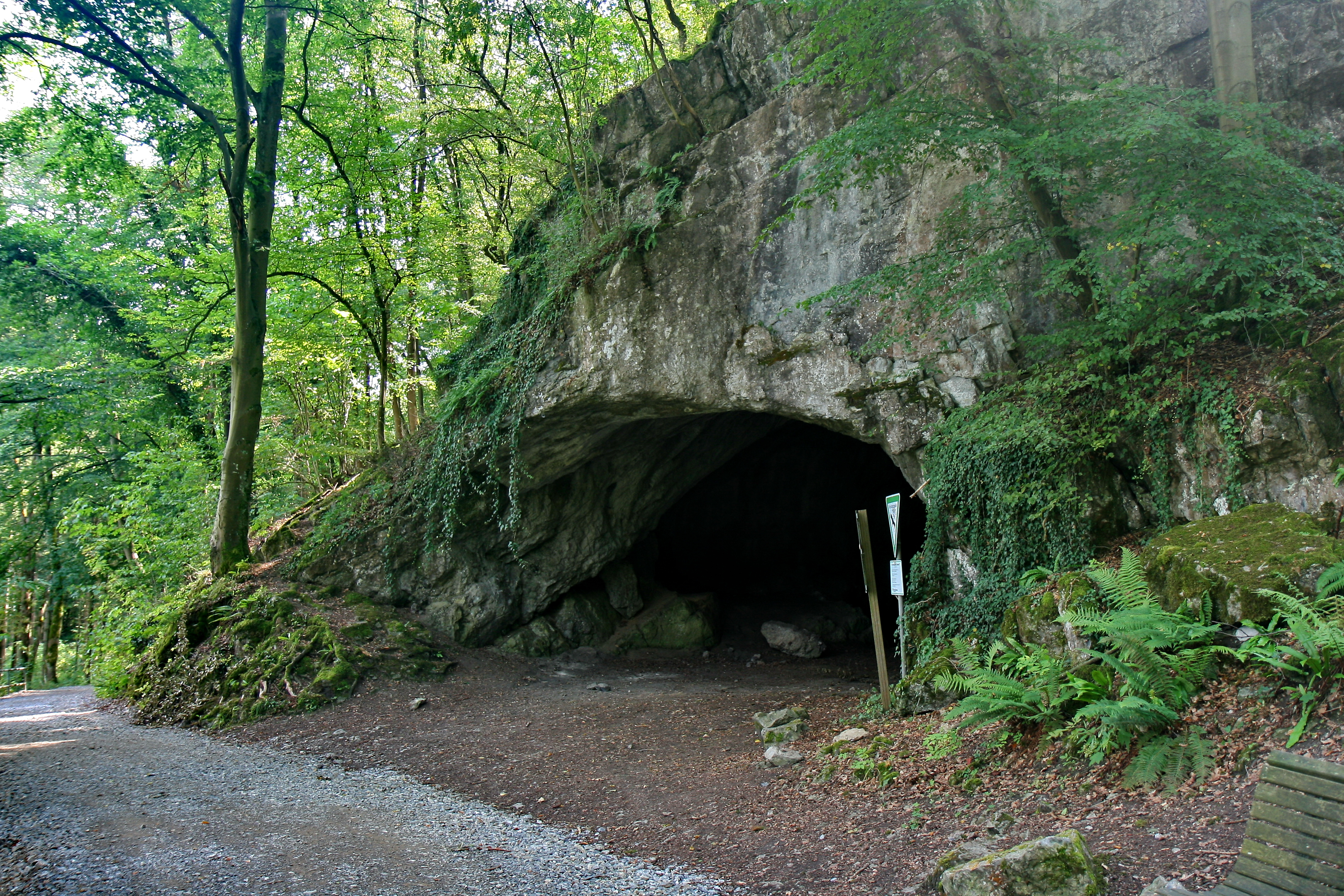
Höhleneingang im August 2019

Die Feldhofhöhle hat nur wenige Tropfsteine. Im Höhleninneren herrscht eine konstante Temperatur von acht bis zehn Grad Celsius. Bekannt sind frühe Spuren des Neandertalers aus dem Zeitraum vor etwa 100.000 bis 40.000 Jahren. Knochen von Wollnashörnern, Rentieren, Pferden, Hyänen und Wölfen wurden ebenfalls gefunden. Die Höhle ist auch Fundstätte von Keramik der älteren Eisenzeit. Fünf Kulturschichten entdeckte Professor Julius Andree bei Grabungen in den Jahren 1925/1926.
Im Zweiten Weltkrieg diente die Höhle als Munitionslager.
Die Höhle befindet sich im Besitz der Rheinisch-Westfälischen Kalkwerke, Hönnetal.